# Supercopa de España
Die Supercopa de España (deutsch Spanischer Supercup) ist ein spanischer Fußballwettbewerb, der erstmals 1982 ausgetragen und bis 2018 alljährlich zwischen dem spanischen Meister und dem spanischen Pokalsieger ausgespielt wurde. Seit 2020 spielen zwei zusätzliche Klubs um den Titel.
Gewann ein Klub sowohl die Meisterschaft als auch den Pokal, so musste er zwischen 1996 und 2018 gegen den unterlegenen Finalisten des Pokalwettbewerbes im Supercup antreten. Bis 1995 wurde dem Double-Gewinner automatisch die Supercup-Trophäe verliehen. Dieser Fall trat in der Geschichte des Wettbewerbs zweimal ein: 1984 und 1989 gewannen Athletic Bilbao beziehungsweise Real Madrid auf diese Weise den Superpokal.
Die Vorgänger-Wettbewerbe waren die Copa de Campeones (1940), die Copa Presidente Federación Española de Fútbol (1941), die Copa de Oro Argentina („Argentinischer Goldpokal“, 1945/46), und die Copa Eva Duarte (1947–1953, benannt nach Eva Duarte de Perón).
Bis 2017 wurde der Sieger der Supercopa de España stets zu Saisonbeginn in einem Hin- und Rückspiel in den Stadien der Finalisten ermittelt. 2018 fand erstmals nur ein Spiel an einem neutralen Austragungsort statt. Im Februar 2019 wurde eine weitere Änderung des Formats angekündigt: Demnach spielen fortan vier Teams zur Saisonmitte um den Titel, darunter die zwei Pokalfinalisten sowie die zwei bestplatzierten Teams der Liga, die nicht den Einzug ins Pokalfinale geschafft haben.
Die Finalpaarungen werden von den drei Vereinen FC Barcelona, Atlético Madrid und Real Madrid dominiert, die mehrfach gegenseitig aufeinandertrafen (8 Mal Barcelona–Real, 5 Mal Atlético–Barcelona, 2 Mal Atlético–Real). Zu einer Supercopa ohne einen dieser drei Vereine kam es erstmals im Jahr 2000 und nur dreimal insgesamt (2000, 2002, 2004). Die Rekordmarken des Wettbewerbs werden vom FC Barcelona gesetzt (mit 14 Erfolgen Rekord-Supercupsieger und mit 24 Beteiligungen auch der Rekordteilnehmer). Rekordspieler der Supercopa sind Sergio Busquets und Lionel Messi mit je 20 Spielen für den FC Barcelona. Messi ist zudem mit 14 Toren Rekordtorschütze und mit acht Titeln Rekordtitelträger.

## Die Endspiele im Überblick

### 1982–2018: Zwei Mannschaften
| Jahr | Spielorte                                                                  | Meister             | Ergebnis            | Pokalsieger/-finalist |
| --- | -------------------------------------------------------------------------- | ------------------- | ------------------- | --------------------- |
| 1982 | Estadio Santiago Bernabéu (Madrid) Estadio de Atotxa (San Sebastián)       | Real Sociedad       | n. V.0:1, 4:0 n. V. | Real Madrid           |
| 1983 | San Mamés (Bilbao) Camp Nou (Barcelona)                                    | Athletic Bilbao     | 1:3, 1:0            | FC Barcelona          |
| 11984 D | —                                                                          | Athletic Bilbao     | —                   | Athletic Bilbao       |
| 1985 | Estadio Vicente Calderón (Madrid) Camp Nou (Barcelona)                     | FC Barcelona        | 1:3, 1:0            | Atlético Madrid       |
| 21986 T | —                                                                          | Real Madrid         | —                   | Real Saragossa        |
| 21987 T | —                                                                          | Real Madrid         | —                   | Real Sociedad         |
| 1988 | Estadio Santiago Bernabéu (Madrid) Camp Nou (Barcelona)                    | Real Madrid         | 2:0, 1:2            | FC Barcelona          |
| 11989 D | —                                                                          | Real Madrid         | —                   | Real Madrid           |
| 1990 | Camp Nou (Barcelona) Estadio Santiago Bernabéu (Madrid)                    | Real Madrid         | 1:0, 4:1            | FC Barcelona          |
| 1991 | Estadio Vicente Calderón (Madrid) Camp Nou (Barcelona)                     | FC Barcelona        | 1:0, 1:1            | Atlético Madrid       |
| 1992 | Camp Nou (Barcelona) Estadio Vicente Calderón (Madrid)                     | FC Barcelona        | 3:1, 2:1            | Atlético Madrid       |
| 1993 | Estadio Santiago Bernabéu (Madrid) Camp Nou (Barcelona)                    | FC Barcelona        | 1:3, 1:1            | Real Madrid           |
| 1994 | La Romareda (Saragossa) Camp Nou (Barcelona)                               | FC Barcelona        | 2:0, 4:5            | Real Saragossa        |
| 1995 | Estadio Riazor (A Coruña) Estadio Santiago Bernabéu (Madrid)               | Real Madrid         | 0:3, 1:2            | Deportivo La Coruña   |
| 1996 | Olympiastadion Barcelona (Barcelona) Estadio Olímpico (Madrid)             | Atlético Madrid     | 2:5, 3:1            | FC Barcelona F        |
| 1997 | Camp Nou (Barcelona) Estadio Santiago Bernabéu (Madrid)                    | Real Madrid         | 1:2, 4:1            | FC Barcelona          |
| 1998 | Estadio Lluís Sitjar (Palma) Camp Nou (Barcelona)                          | FC Barcelona        | 1:2, 0:1            | RCD Mallorca F        |
| 1999 | Estadio Mestalla (Valencia) Camp Nou (Barcelona)                           | FC Barcelona        | 0:1, 3:3            | FC Valencia           |
| 2000 | Estadi Olímpic Lluís Companys (Barcelona) Estadio Riazor (A Coruña)        | Deportivo La Coruña | 0:0, 2:0            | Espanyol Barcelona    |
| 2001 | La Romareda (Saragossa) Estadio Santiago Bernabéu (Madrid)                 | Real Madrid         | 1:1, 3:0            | Real Saragossa        |
| 2002 | Estadio Riazor (A Coruña) Estadio Mestalla (Valencia)                      | FC Valencia         | 0:3, 0:1            | Deportivo La Coruña   |
| 2003 | Iberostar Estadi (Palma) Estadio Santiago Bernabéu (Madrid)                | Real Madrid         | 1:2, 3:0            | RCD Mallorca          |
| 2004 | La Romareda (Saragossa) Estadio Mestalla (Valencia)                        | FC Valencia         | 1:0, 1:3            | Real Saragossa        |
| 2005 | Estadio Benito Villamarín (Sevilla) Camp Nou (Barcelona)                   | FC Barcelona        | 3:0, 1:2            | Betis Sevilla         |
| 2006 | Estadi Olímpic Lluís Companys (Barcelona) Camp Nou (Barcelona)             | FC Barcelona        | 1:0, 3:0            | Espanyol Barcelona    |
| 2007 | Estadio Ramón Sánchez Pizjuán (Sevilla) Estadio Santiago Bernabéu (Madrid) | Real Madrid         | 0:1, 3:5            | FC Sevilla            |
| 2008 | Estadio Mestalla (Valencia) Estadio Santiago Bernabéu (Madrid)             | Real Madrid         | 2:3, 4:2            | FC Valencia           |
| 2009 | San Mamés (Bilbao) Camp Nou (Barcelona)                                    | FC Barcelona        | 2:1, 3:0            | Athletic Bilbao F     |
| 2010 | Estadio Ramón Sánchez Pizjuán (Sevilla) Camp Nou (Barcelona)               | FC Barcelona        | 1:3, 4:0            | FC Sevilla            |
| 2011 | Estadio Santiago Bernabéu (Madrid) Camp Nou (Barcelona)                    | FC Barcelona        | 2:2, 3:2            | Real Madrid           |
| 2012 | Camp Nou (Barcelona) Estadio Santiago Bernabéu (Madrid)                    | Real Madrid         | 2:3, 2:1            | FC Barcelona          |
| 2013 | Estadio Vicente Calderón (Madrid) Camp Nou (Barcelona)                     | FC Barcelona        | 1:1, 0:0            | Atlético Madrid       |
| 2014 | Estadio Santiago Bernabéu (Madrid) Estadio Vicente Calderón (Madrid)       | Atlético Madrid     | 1:1, 1:0            | Real Madrid           |
| 2015 | San Mamés (Bilbao) Camp Nou (Barcelona)                                    | FC Barcelona        | 0:4, 1:1            | Athletic Bilbao F     |
| 2016 | Estadio Ramón Sánchez Pizjuán (Sevilla) Camp Nou (Barcelona)               | FC Barcelona        | 2:0, 3:0            | FC Sevilla F          |
| 2017 | Camp Nou (Barcelona) Estadio Santiago Bernabéu (Madrid)                    | Real Madrid         | 3:1, 2:0            | FC Barcelona          |
| 2018 | Grand Stade de Tanger (Tanger, Marokko)                                    | FC Barcelona        | 2:1                 | FC Sevilla F          |
| D Der Double-Sieger gewann direkt die Supercopa. T Die Vereine konnten sich auf keine Spieltermine einigen. F Pokalfinalist |                                                                            |                     |                     |                       |

### Seit 2020: Vier Mannschaften
| Jahr                                                                    | Spielorte                                           | Finalist 1        | Ergebnis             | Finalist 2        |
| ----------------------------------------------------------------------- | --------------------------------------------------- | ----------------- | -------------------- | ----------------- |
| 2020                                                                    | King Abdullah Sports City (Dschidda, Saudi-Arabien) | Real Madrid 3     | 0:0 n. V., 4:1 i. E. | Atlético Madrid 2 |
| 2021                                                                    | Estadio de La Cartuja (Sevilla)                     | FC Barcelona 2    | 2:3 n. V.            | Athletic Bilbao F |
| 2022                                                                    | König-Fahd-Stadion (Riad, Saudi-Arabien)            | Athletic Bilbao F | 0:2                  | Real Madrid 2     |
| 2023                                                                    | König-Fahd-Stadion (Riad, Saudi-Arabien)            | Real Madrid M     | 1:3                  | FC Barcelona 2    |
| 2024                                                                    | KSU Stadium (Riad, Saudi-Arabien)                   | Real Madrid P     | 4:1                  | FC Barcelona M    |
| 2025                                                                    | King Abdullah Sports City (Dschidda, Saudi-Arabien) | FC Barcelona 2    | 5:2                  | Real Madrid M     |
| M Meister P Pokalsieger F Pokalfinalist 2 Vizemeister 3 Tabellendritter |                                                     |                   |                      |                   |

## Rangliste der Sieger

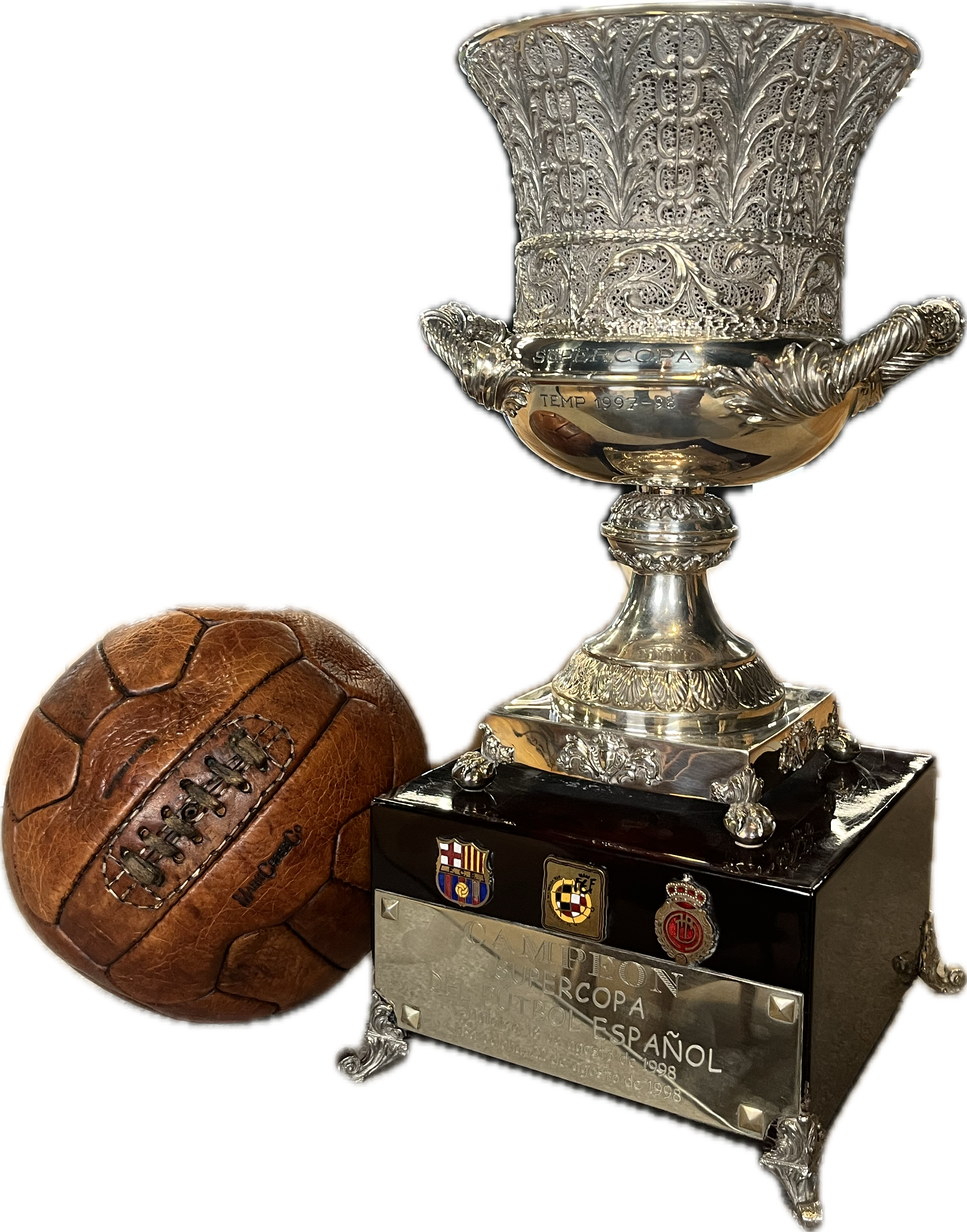
1998 gewann der RCD Mallorca gegen den FC Barcelona den Titel

| Rang | Verein              | Siege | Jahr(e)                                                                                  |
| ---- | ------------------- | ----- | ---------------------------------------------------------------------------------------- |
| 1    | FC Barcelona        | 15    | 1983, 1991, 1992, 1994, 1996, 2005, 2006, 2009, 2010, 2011, 2013, 2016, 2018, 2023, 2025 |
| 2    | Real Madrid         | 13    | 1988, 1989, 1990, 1993, 1997, 2001, 2003, 2008, 2012, 2017, 2020, 2022, 2024             |
| 3    | Athletic Bilbao     | 3     | 1984, 2015, 2021                                                                         |
| 3    | Deportivo La Coruña | 3     | 1995, 2000, 2002                                                                         |
| 5    | Atlético Madrid     | 2     | 1985, 2014                                                                               |
| 6    | Real Sociedad       | 1     | 1982                                                                                     |
| 6    | RCD Mallorca        | 1     | 1998                                                                                     |
| 6    | FC Valencia         | 1     | 1999                                                                                     |
| 6    | Real Saragossa      | 1     | 2004                                                                                     |
| 6    | FC Sevilla          | 1     | 2007                                                                                     |

## Rekordspieler
| Rang                                                                      | Spieler         | Verein                           | Spiele |
| ------------------------------------------------------------------------- | --------------- | -------------------------------- | ------ |
| 1                                                                         | Sergio Busquets | FC Barcelona                     | 20     |
| 1                                                                         | Lionel Messi    | FC Barcelona                     | 20     |
| 3                                                                         | Gerard Piqué    | FC Barcelona                     | 16     |
| 4                                                                         | Sergio Ramos    | Real Madrid                      | 15     |
| 5                                                                         | Guillermo Amor  | FC Barcelona                     | 14     |
| 5                                                                         | Pep Guardiola   | FC Barcelona                     | 14     |
| 5                                                                         | Andrés Iniesta  | FC Barcelona                     | 14     |
| 5                                                                         | Luka Modrić     | Real Madrid                      | 14     |
| 5                                                                         | Xavi            | FC Barcelona                     | 14     |
| 10                                                                        | Jordi Alba      | FC Barcelona                     | 13     |
| 10                                                                        | Dani Alves      | FC Barcelona (11) FC Sevilla (2) | 13     |
| 10                                                                        | Karim Benzema   | Real Madrid                      | 13     |
| 10                                                                        | Iker Casillas   | Real Madrid                      | 13     |
| 10                                                                        | Toni Kroos      | Real Madrid                      | 13     |
| Fett gedruckte Spieler sind noch in Spanien aktiv; Stand: 13. Januar 2025 |                 |                                  |        |

| Rang                                                                      | Spieler             | Verein                                   | Tore |
| ------------------------------------------------------------------------- | ------------------- | ---------------------------------------- | ---- |
| 1                                                                         | Lionel Messi        | FC Barcelona                             | 14   |
| 2                                                                         | Karim Benzema       | Real Madrid                              | 7    |
| 2                                                                         | Raúl                | Real Madrid                              | 7    |
| 4                                                                         | Txiki Begiristain   | FC Barcelona (5) Deportivo La Coruña (1) | 6    |
| 4                                                                         | Christo Stoitschkow | FC Barcelona                             | 6    |
| 6                                                                         | Frédéric Kanouté    | FC Sevilla                               | 5    |
| 6                                                                         | Robert Lewandowski  | FC Barcelona                             | 5    |
| 8                                                                         | Aritz Aduriz        | Athletic Bilbao                          | 4    |
| 8                                                                         | José Mari Bakero    | FC Barcelona                             | 4    |
| 8                                                                         | Cristiano Ronaldo   | Real Madrid                              | 4    |
| 8                                                                         | Vinícius Júnior     | Real Madrid                              | 4    |
| 8                                                                         | Xavi                | FC Barcelona                             | 4    |
| Fett gedruckte Spieler sind noch in Spanien aktiv; Stand: 13. Januar 2025 |                     |                                          |      |